# Megra
Megra (en rus: Мегра) és un poble de l'óblast d'Arkhànguelsk, a Rússia, segons el cens del 2012 tenia 39 habitants.